# Gheorghe Poenaru
Gheorghe Poenaru (n. 1 noiembrie 1956, Bacău) este un antrenor român de fotbal, aflat începând cu 19 octombrie 2008 la cârma echipei FCM Bacău. Primul meci ca antrenor la Laminorul Roman l-a susținut în data de 27 octombrie 2003.